# Decollidrillia
Decollidrillia is een geslacht van weekdieren uit de klasse van de Gastropoda (slakken).

## Soorten
- Decollidrillia nigra Habe & Ito, 1965